# بولو كاريرا
بولو كاريرا (بالإسبانية: Polo Carrera) (11 يناير 1945 في الإكوادور - ) هو مدرب كرة قدم ولاعب كرة قدم كولومبي والإكوادور في مركزي الوسط والهجوم. شارك مع منتخب الإكوادور لكرة القدم. أما مع النوادي، فقد لعب مع برشلونة جواياكويل وبنيارول وريفر بليت وسوسيداد ديبورتيفو كيتو وليغا دي كيتو ونادي ديبورتيفو إل ناسيونال ونادي فلومينينسي ونادي الجامعة الكاثوليكية (الإكوادور) وأمريكا دي كيتو.

## وصلات خارجية
- بولو كاريرا على موقع قاعدة بيانات كرة القدم.إي يو (الإنجليزية)
- بولو كاريرا على موقع ناشيونال فوتبول تيمز (الإنجليزية)
- بولو كاريرا على موقع عالم كرة القدم.نت (الإنجليزية)